# Zhang Bo-ya
Zhang Bo-ya (* 3. April 2003) ist eine taiwanesische Leichtathletin, die im Sprint und Hürdenlauf an den Start geht.

## Sportliche Laufbahn
Erste internationale Erfahrungen sammelte Zhang Bo-ya im Jahr 2023, als sie bei den Asienmeisterschaften in Bangkok in 13,68 s den siebten Platz im 100-Meter-Hürdenlauf belegte. Anschließend schied sie bei den World University Games in Chengdu mit 23,77 s im Halbfinale im 200-Meter-Lauf aus und gelangte mit der taiwanischen 4-mal-100-Meter-Staffel mit 45,14 s auf den siebten Platz. Im Oktober belegte sie dann bei den Asienspielen in Hangzhou in 13,31 s den vierten Platz über 100 m Hürden. Im Jahr darauf nahm sie über 100 Meter an den Olympischen Sommerspielen in Paris teil und schied dort mit 11,88 s im Vorlauf aus. 2025 schied sie bei den Hallenweltmeisterschaften in Nanjing mit neuem Landesrekord von 8,27 s in der ersten Runde über 60 m Hürden aus und Ende Mai belegte sie bei den Asienmeisterschaften in Gumi in 13,42 s den sechsten Platz. Anschließend schied sie bei den World University Games in Bochum mit 13,48 s im Halbfinale aus.
2020 wurde Zhang taiwanische Meisterin im 100-Meter-Lauf sowie 2022 und 2024 über 200 Meter und 100 m Hürden. Zudem wurde sie 2020 und 2022 Landesmeisterin in der 4-mal-100-Meter-Staffel.

## Persönliche Bestleistungen
- 100 Meter: 11,70 s (+0,9 m/s), 19. April 2021 in Yunlin
- 200 Meter: 23,58 s (+0,4 m/s), 25. Oktober 2023 in Tainan
- 100 m Hürden: 13,11 s (+1,1 m/s), 23. Oktober 2023 in Tainan
  - 60 m Hürden (Halle): 8,27 s, 23. März 2025 in Nanjing (taiwanischer Rekord)